# Смерть Людовика XIV
«Смерть Людовика XIV» (фр. La Mort De Louis XIV) — историко-драматический фильм 2016 года, поставленный режиссёром Альбертом Серра по его собственному сценарию с Жан-Пьером Лео в роли короля Людовика XIV. Мировая премьера картины состоялась 16 мая 2016 на 69-м Каннском кинофестивале, где она участвовала в специальных показах внеконкурсной программы. В Северной Америке премьера состоялась на Международном кинофестивале в Торонто в 2016 году, а в США на 54-м Нью-Йоркском кинофестивале.
В декабре 2016 году фильм был номинирован в 4-х категориях на получение в 2017 году кинопремии «Люмьер», в том числе за лучший фильм и лучшую режиссёрскую работу.

## Сюжет
Август 1715 года. Во время прогулки 76-летний Людовик XIV почувствовал резкую боль в ноге. В последующие дни он продолжает выполнять свои обязанности, но его ночи беспокойны, а лихорадка побеждает. Он мало ест и все больше ослабевает. Начинается медленная агония короля Франции в окружении его придворных и врачей…

## В ролях
| Актёр                  | Роль                    |
| ---------------------- | ----------------------- |
| Жан-Пьер Лео           | король Людовик XIV      |
| Патрик д'Асумсао (фр.) | врач Фагон (фр.)        |
| Марк Сузини            | первый камердинер Блуен |
| Бернар Белин           | хирург Марешаль (фр.)   |
| Жак Анрик              | Ле Телье (фр.)          |
| Ирен Сильваньи         | мадам де Ментенон       |
| Оливье Кадьо           | доктор                  |
| Филипп Дион            | кардинал де Роган       |
| Жанетт Шевалье         | мадам де Вантадур       |

## Критика
Манола Даргис из газеты «The New York Times» назвала фильм «гипнотизирующим». Аллан Хантер из «Screen International» назвал роль Лео «лучшей ролью актера и самым примечательным выступлением в течение некоторого времени». Критик Джонатан Ромни из журнала «Sight & Sound» назвал фильм «Странным, навязчивым и, пожалуй, самым красивым фильмом, увиденным в Каннах в [2016]».